# 林雨申
林雨申（1980年10月23日—），曾用名林申，林深，中国大陸男演员

## 生平
母亲为著名制片人李小婉，干妈是导演李少红。
2012年因《守望的天空》饰演“墨理”一角引起关注。2019年，在 《倚天屠龍記》中饰演杨逍，表現备受认可。

## 影视作品

### 电视剧
| 年份   | 剧名                 | 角色       | 备注             |
| 2000年 | 《橘子红了》         | 古沛帆     |                  |
| 2003年 | 《买办之家》         | 余子鹔     |                  |
| 2003年 | 《你在微笑我却哭了》 | 方子       |                  |
| 2004年 | 《天地真情》         | 赵无忌     |                  |
| 2004年 | 《荆轲传奇》         | 田光的儿子 |                  |
| 2005年 | 《长剑相思》         | 陆长春     |                  |
| 2005年 | 《麻辣婆媳》         | 吴英为     |                  |
| 2007年 | 《荣归》             | 李明捷     |                  |
| 2008年 | 《天地民心》         | 咸丰帝     |                  |
| 2008年 | 《找呀找呀找朋友》   | 李帆       |                  |
| 2009年 | 《婆婆来了》         | 方鸿俊     |                  |
| 2010年 | 《媳婦的美好時代》   | 毛峰       |                  |
| 2010年 | 《给你生命给我爱》   | 赵晨宇     |                  |
| 2010年 | 《三十而嫁》         | 马林       |                  |
| 2011年 | 《江湖奇案》         | 况北云     |                  |
| 2011年 | 《80后进行时》       | 宋远志     |                  |
| 2011年 | 《暗行者》           | 杨志坚     |                  |
| 2012年 | 《守望的天空》       | 墨理       |                  |
| 2013年 | 《我的左手右手》     | 苏丹       |                  |
| 2013年 | 《花开半夏》         | 魏如风     |                  |
| 2013年 | 《独生子》           | 李奥       |                  |
| 2013年 | 《相亲相爱一家人》   | 丁博文     | 又名《爱情合约》 |
| 2016年 | 《亲密的搭档》       | 乔天宇     |                  |
| 2017年 | 《热血勇士》         | 高临峰     |                  |
| 2017年 | 《江城警事》         | 杨先       |                  |
| 2017年 | 《我是幸运儿》       | 丁学琪     |                  |
| 2017年 | 《青春无季》         | 宋健明     | 2014年拍攝       |
| 2017年 | 《卧底归来》         | 宝玉       |                  |
| 2018年 | 《如若巴黎不快乐》   | 戴靖杰     |                  |
| 2019年 | 《倚天屠龍記》       | 杨逍       |                  |
| 2020年 | 《长相守》           | 张之严     |                  |
| 2020年 | 《挺住李波罗》       | 李波罗     | 2013年拍攝       |
| 2020年 | 《我，喜欢你》       | 路晉       |                  |
| 2021年 | 《双面神探》         | 徐无双     | 网络剧           |
| 2021年 | 《好好生活》         | 何西亚     |                  |
| 2022年 | 《飞狐外传》         | 苗人鳳     | 网络剧           |
| 2023年 | 《青春之城》         | 方远舰     |                  |
| 2024年 | 《生活在别处的我》   | 薛宇明     | 网络剧           |
| 2024年 | 《蔷薇风暴》         | 时         |                  |
| 未播   | 《麻辣婆媳》第二部   | 吴英为     | 2007年拍攝       |
| 未播   | 《养儿防老》         | 张亚斌     | 2013年拍攝       |
| 待播   | 女神蒙上眼           |            |                  |

### 电影
2002年 《Warriors Of Virtue Ⅱ》《里安奇遇记》(美国)饰 万力
2005年 《冯齐的忏悔》饰 冯齐
2007年 《门》饰 李作文
2007年 《意乱情迷》饰 阿抗
2007年 《不敢说爱你》饰 李黑子
2007年 《明明》饰 猫哥手下
2008年 《飓风之舞》饰 高为
2008年 《紧急时刻》饰 疯狂艺术家
2008年 《电竞之王》饰 顾晓飞
2008年 《爱情呼叫转移2：爱情左右》饰 刘盟
2009年 《绿野飞花》饰 刘维
2010年 《建党伟业》饰 方豪
2011年 《落难神偷》饰 陆天尧
2011年 《夜惊魂》饰 乔凉
2013年 《功夫侠》饰 记者
2014年 《求爱嫁期》饰 林帆
2015年 《玉女胜典》饰
2018年 《Edge of Fear》饰 林亮(网络电影) (中文名:《越域重生》)
2020年 《鬼吹灯之龙岭迷窟》(网络电影)饰 胡八一
单曲
2002年 《铃声响起》、《各种电影》　　
2006年 《家》（《麻辣婆媳》主题曲 合唱）
2007年 《公元一九九七》（《荣归》片头、片尾曲 林申 毛阿敏）
2008年 《家园》（赈灾歌曲录制）
2008年 《魔兽之王》（《电竞之王》主题曲）
2008年 《彩虹》（《爱情呼叫转移2爱情左右行》首映礼 合唱）
2009年 《完美情人》、《深深的爱》
2010年 《不敢说爱你》
2010年 《许我一个红楼梦》MV（荣获2010雪碧中国原创音乐流行榜内地金曲奖）
2010年 《飞鸟各投林》（新版《红楼梦》插曲）
2010年 《我的骄傲》（第九届电影频道数字电影百合奖颁奖典礼 合唱 林申 何琳）
2013年 《手心里的爱》（《我的左手右手》主题曲）
2021年 《燃烧的雪花》（2021央视春晚 合唱 林雨申 刘烨 杨幂 金晨 李沁）
歌舞剧
2001年 《天地七月情》独唱 《爱你到天涯》
综艺、新媒体拍摄、访谈节目
2007年《门》新闻发布会
2007年《光影星播客》录制 林申杨幂
2007年《意乱情迷》首映发布会
2007年 中国电影报道《荣归》发布会
2007年 新浪娱乐《荣归》主演采访
2007年7月8日 影视俱乐部《荣归》发布会
2007年 明星在线 采访 不能碰公司演员
2008年《爱情呼叫转移2爱情左右行》首映礼
2008年11月24日 腾讯星光加油站 电影《爱情呼叫转移2爱情左右行》林申 林嘉欣
2008年12月4日 鲁豫有约 电影《爱情呼叫转移2》剧组
2010年《明星面对面》-《江湖奇案》首映礼
2010年《媳妇的美好时代》上海发布会
2010年4月28日 中央六台第九届电影频道数字电影百合奖颁奖嘉宾 出席红毯 压轴献唱
2010年5月11日 最佳现场 李小婉林申动人亲情故事
2010年5月14日 华语红歌榜 专访
2010年7月3日 北京生活台《吃喝名人坊/食全食美》八零后那点事儿
2010年第十六届上海电视节最具潜力男演员奖获奖
2010年9月1日《新红楼梦》首映大典
2011年11月9日 优酷娱乐播报《花开半夏》开机新闻发布会仪式
2012年2月21日《守望的天空》上海发布会
2012年2月26日 美丽俏佳人 打造你的韩剧男友
2012年3月12日 金鹰访谈《守望的天空》林申 李沁
2012年3月14日 新浪直播间《守望的天空》林申李沁王琳 关注孤独症者
2012年3月19日《守望的天空》主演微访谈
2012年3月24日 快乐大本营 爆料住处
2012年4月24日 凤凰网•非常道 《守望的天空》访谈 林申 李沁 王琳
2012年 北青网娱乐专访
2012年5月31日《守望的天空》主演微访谈
2013年2月 深圳卫视欢乐送《独生子》宣传路演采访《林申的一天》
2013年2月17日 最佳现场 光环下的抗争 林申与金牌经纪人母亲之间的特殊感情
2013年3月4日 超级访问 《我的左手右手》
2013年6月12日 影视风云路 与南城老妈过端午节 林申 苏岩 张少华
2013年10月15日 山东有线电视台SDTV《明星面对面》袁静采访-《独生子》李奥（上、下）
2013年10月21日 爱奇艺娱乐大事件 助阵《花开半夏》小说签售  李少红《花开半夏》或拍电影版 林申见粉丝会尴尬
2013年11月《花开半夏》粉丝见面会
2013年11月《花开半夏》专访
2013年12月11日 中央人民广播电台文艺之声《品味书香》访谈-《花开半夏》魏如风
2013年12月13日《花开半夏》主演微访谈
2013年12月21日 快乐大本营 打太极
2014年1月10 男左女右
2014年 影视圈二月刊封面人物拍摄花絮
2014年5月14日 优酷全娱乐《求爱嫁期》发布会
2014年7月13日 搜狐视频《来自星星的早餐》世界杯特别报道 第三十一期
2014年6月23日 优酷明星面对面 《独生子》访问
2016年9月23日 崔神驾到
2017年 中央八台星推荐《我是幸运儿》
2017年《卧底归来》开播寄语
2017年2月27日《如若巴黎不快乐》上海媒体见面会
2017年4月19日《热血勇士》首映式
2017年5月23日 天津卫视幸福来敲门 《卧底归来》剧组
2017年8月25日 山东卫视《卧底归来》少女申泄露天机？
2018年1月12日 第四届中国电视好演员奖受奖采访
2019年3月1日 腾讯视频明星聊天室
2019年3月04-07日 四味毒叔访谈
2019年3月7日 我看剧有戏采访
2019年3月15日 时尚新娘CosmoBride 新媒体大片拍摄采访 见公众号
2019年3月20日 悦健康•星榜样访谈录制
2019年4月1日 荔只娱乐•荔只星趣味采访 公众号|游离名利之外，何尝不是种杨逍般的傲气
2019年4月8日 SuperLook时刻 新媒体大片拍摄采访 见公众号
2019年4月11日 微视app录屏互动
2019年4月18日 山映像山映像Studio 新媒体大片拍摄采访—SHINE！闪耀 | 林雨申：逍遥游
2019年4月22日 星榜样悦健康 深圳卫视采访播放
2019年6月15日 TVB东张西望专访一
2019年6月19日 TVB东张西望专访二
2019年6月26日 《新浪时尚》《新浪男士》12星座男朋友系列时装大片/短片第三期 天蝎座林雨申
2019年6月28日 《新浪时尚》12星座男朋友|来自高冷天蝎男友林雨申的告白-微信公众号
2019年7月10日 百度APP秒懂本尊答 采访
2019年8月20日 ECHO TIDE X 咔叽一刻 双重魅力散发进行时 专访
2020年9月28日 与 赵露思 参加 腾讯视频 电视剧 我，喜欢你 粉丝见面会
2020年11月21日 快乐大本营 与 赵露思 做嘉宾
杂志、新媒体采访
1、2006年12月《北京电视周刊》“何琳 林申 带你打造年末美丽生活”
2、2007年9月《电影故事act》“林申 5年内我要当导演”
3、2007年10月《北京电视周刊》“意乱情迷男主角林申拍床上戏之前先喝酒壮胆”
4、2007年11月《时尚好管家》“林申：乐活也可以是一种家居态度”
5、2007年11月《中国银幕》“林申：我属于片场”
6、2008年12月15日 搜狐娱乐 林申开放爱情观：性和感情完全是两码事
7、2009年1月13日 金鹰网 林申秀镶钻金裤 《时尚先生》写真尽显型男特质
8、2009年11月《大众电影》电影《不敢说爱你》的剧照和剧情简介彩页
9、2009年12月《大众电影》电影《绿野飞花》的剧照和剧情简介彩页 
10、2010年4月28日 《中国日报网》林申率四美女百合奖颁奖 拍数字电影结缘国际艾美
11、2010年10月《大众电影》“请叫我林申”
12、2012年的不知名杂志 林申 爱上妈妈挖的“坑”
13、2013年6月《北京电视周刊》“林申 京范儿记爷”
14、2014年1月《Yokamen》开年封面人物
15、2014年2月《今晚经济周报》“中国奶爸挑战韩剧欧巴”
16、2014年2月《影视圈》“谁绑架了电视剧？”
17、2014年4月《北京电视周刊》“跟妈妈李小婉像朋友，已经游遍各大洲的海”
18、2016年10月《爱尚生活》“林申：肆意而为的精彩”
19、2018年10月11日 吕彦妮：林雨申：一个“牺牲者”的告白
20、2018年10月17日 网易娱乐《如若巴黎不快乐》林雨申“反差萌”生活接地气
21、2018年11月15日 看荐Actors：林雨申：雅痞不京腔 小众全在骨子里
22、2019年4月25日《瑞丽伊人风尚》 五月刊内页采访：变与不变，依旧迷人。
23、2019年4月30日《瑞丽伊人风尚》五月刊硬照大片 “伊人明星”
24、2019年5月20日《瑞丽伊人风尚》公众号 林雨申：变与不变，皆是迷人
25、2019年5月22日 BollRoss伯莱士官博 星推荐|林雨申：全世界冒险
26、2019年5月23日 《云端》杂志1905期 名利场 林雨申：我是个进攻型的人
奖项
2006年 BQ红人榜年度潜力红人 获奖
2006年 第34届国际艾美奖最佳男演员提名—电影《冯齐的忏悔》
2007年 第35届国际艾美奖 评委
2008年 BQ红人榜优质偶像奖 获奖
2010年 第十六届上海电视节票选最具潜力男演员奖—《媳妇的美好时代》
2010年 搜狐观众票选最具潜力男演员奖—《媳妇的美好时代》
2012年 亚洲偶像盛典最具潜力演员奖 提名
2013年 PCLADY时尚盛典—风尚人气奖 获奖
2018.01.12 第四届中国电视好演员奖网剧优秀男演员-《卧底归来》 获奖
2018.09 第五届中国电视好演员奖 与会

外部链接
林雨申的新浪微博https://weibo.com/u/1229144165